# Latinska bron
Latinska bron (bosniska: Latinska ćuprija) är en ottomansk bro över floden
Miljacka i Sarajevo i Bosnien och Hercegovina. Under den jugoslaviska tiden kallades bron Principov most.
Bron byggdes 1798 som ersättning för en träbro som förstörts i en översvämning. Den har fyra valv som vilar på flodstranden och tre pelare i floden och är en av de äldsta bevarade i staden. De runda hålen i två av pelarna fungerar som bräddavlopp vid höga vattenflöden. Bron med ögonhålen avbildas på Sarajevos stadsvapen.

## Attentat
Vid norra brofästet förövades den 28 juni 1914 det attentat mot ärkehertig Franz Ferdinand och hans maka Sophie von Chotek som utmynnade i första världskriget. Bron bytte namn till Principov most efter attentatsmannen Gavrilo Princip när Sarajevo tillhörde Jugoslavien, men har i dag återfått sitt gamla turkiska namn – Latinska ćuprija.